# Марунька (притока Білки)
Мару́нька — річка в Україні, в межах міста Львів (витоки), міста Винники і Львівського району Львівської області. Ліва притока Білки (басейн Західного Бугу).

## Опис
Довжина Маруньки 14 км, площа басейну 65 км². Річище слабозвивисте, в нижній течії випрямлене і каналізоване. Споруджено кілька ставів, зокрема Винниківське озеро.

## Розташування
Витоки розташовані на східній околиці міста Львів (в районі Майорівки), в межах Львівського плато. Витік річки утворюють два потічки, що мають форму «вил». Вони на всьому проміжку проходять лісом, аж до злиття перед Винниківським озером. За озером долина Маруньки розширюється до 1 км. Течія повільна, дно долини плоске і широке. Долина майже по всій довжині річки заболочена. Правий її схил порівняно розчленований долинами приток р. Волиця, р. Бережанка і потоком Марущак. Спочатку тече між пагорбами Винниківського лісопарку на південний схід, потім через місто Винники, а далі — на схід у межах Грядового Побужжя (між Винниківською та Дмитровицькою грядами). Впадає до Білки на північ від села Чижиків.
Притоки: Марущак (права) і невеликі потічки та меліоративні канали.

## Історія
Ще 100 років тому вода у Маруньці була настільки чистою, що її використовували для пивоваріння у броварні Грунда. Пиво Грунда славилось далеко за межами Львова. Броварня заснована у 70-х рр. XIX ст. У 1922 р. Львівське Акційне Товариство Броварів та віденська фірма «Маутнер-Маргоф» на базі броварні створила Акційну спілку «Лисиницька фабрика пресованих дріжджів та спирту». З 1945 р. це — Львівський дріжджовий завод. Недосконала система очистки стоків мала шкідливий вплив на Маруньку, практично знищила її. У 1994 р. на місці дріждзаводу створено АТ «Ензим», а вже з початку 2000-х років ПрАТ «Компанія Ензим» розпочинає будівництво інноваційного та унікального на території Львівщини комплексу очисних споруд. Обладнання застосовує біологічні методи поглибленого очищення стічних вод, відповідно до світових технологій .
Від Винниківського озера, де долина Маруньки стає широкою, починається околиця Винник з гарною і веселою назвою «Забава». На луках над Марунькою люди збиралися на обрядові дійства, свята, забави, звідси і назва околиці. На південному схилі лісу, відкритому до сонця, здавна плекали виноград, що і дало згодом назву місту Винники. Сіножаті над Марунькою називались «Бліх», «На бліху» від німецького «bleichen», що означає «відбілювати». Тут господині прали і відбілювали на сонці домоткане полотно. На Забаві було два ставки Ліпських з млинами (сьогодні це територія ПП «Глобус»), тютюновий млин Манка і млин Міллера, що діяв до недавнього часу. У районі Забави Марунька ставала повноводною річкою, ще років 60 тому у ній ловили рибу, купалися діти.

## Легенди
Існують дві легенди щодо походження назви цієї річки.

За старих часів молодий боярин заблукав у лісах на ловах. Три дні і три ночі шукав дорогу, аж на четвертий день почув дівочий спів. Пішов на голос і побачив дівчину, яка пасла корів.
Боярин спитав, як йому вийти до Львова, і дівчина сказала:

– Ідіть за цією річкою.

На прощання боярин поцікавився, як дівчину звати.

– Марунька,— відповіла вона. Так ту річку і назвали.

За іншою легендою боярин закохався в пастушку, забрав її до себе, хотів одружитися. Але батько був проти і зажадав, аби дівчина вернулась до села. Дівчина з розпачу втопилася в річці, яку потім назвали її іменем.